# Xanthorhoe eximiata
Xanthorhoe eximiata là một loài bướm đêm trong họ Geometridae.